# Єрмошин Володимир Васильович
Єрмошин Володимир Васильович (біл. Уладзімeр Васілевіч Ярмошын, нар. 26 жовтня 1942) — білоруський державний і політичний діяч. В.о. Прем'єр-міністра Республіки Білорусь (2000–2001).

## Біографія
Народився 26 жовтня 1942 в місті Пронську Рязанської області. 1964 року закінчив Новочеркаський політехнічний інститут за фахом «інженер-механік». 1989 року — Ленінградську академію цивільної авіації.
У 1959–1960 роках працював токарем Новочеркаського електровозобудівного заводу.
У 1965–1990 роках працював на посадах: старший інженер, головний механік, заступник директора — Мінського заводу цивільної авіації № 407.
1990 — голова виконкому Жовтневої районної Ради депутатів міста Мінська.
1990–1992 — заступник голови Мінського міськвиконкому, голова комітету з житлового господарства й енергетики.
1992–1995 — перший заступник голови Мінського міськвиконкому.
З 10 січня 1995 року — голова Мінського міського виконавчого комітету. Перебував на посаді до 2000 року.
З 1996 року — член Ради Республіки білоруського парламенту, член Постійної комісії з економіки, бюджету та фінансів.
18 лютого 2000 року Указом Президента Білорусі призначений в. о. прем'єр-міністра країни.
У відставці після переобрання Олександра Лукашенка на наступний термін з 21 вересня 2001 року.
На початку 2004 року переїхав до Росії.

## Нагороди та відзнаки
Нагороджений орденом «Знак Пошани».